# Битва при Консуэгре
Битва при Консуэгре (исп. Batalla de Consuegra) — состоявшееся 15 августа 1097 года сражение между кастильским войском и альморавидами у города Консуэгра, близ Толедо. Сражение закончилось победой мусульман.

## Предшествующие события
В 1085 году Альфонсо VI Храбрый, король Кастилии и Леона, завоевал Толедо, древнюю столицу королевства вестготов, и перенес туда свою столицу, требуя с соседних мусульманских тайф дани. Альфонсо VI находился на своем пике могущества и даже стал именовать себя как Imperator и Rex Ibericus.
В следующем году король решил укрепить свою власть в северной Испании и осадил Сарагосу, столицу одноимённой тайфы. Эмир Юсуф ибн Ташфин в это время высадился в Альхесирасе, чтобы помочь ослабевшим местным мусульманским эмирам. Альфонсо VI, не потерпя такой дерзости, снял осаду Сарагосы и двинулся навстречу Юсуфу. Король потерпел унизительное поражение при Заллаке, где потерял, по крайней мере, половину своей армии; альморавиды обезглавили пленных и раненых.
К этому времени на помощь Альфонсо VI пришел Родриго Диас де Вивар, известный как «Сид Кампеадор»: он опустошил область Турия и захватил крепость Валенсия (1094) и сделал её столицей собственного княжества. Позже Сид нанес Юсуфу поражения при Куарт-де-Поблет (1094) и возле Гандии (1097), в союзе с войсками Педро I Арагонского. Пока Сид защищал Валенсию от войск Юсуфа, альморавидская армия во главе с Мухаммедом ибн аль-Хайем направилась к Толедо.
Король решил встретить врага у Консуэгры, но нехватка войск заставила его обратиться за подкреплениями к Сиду, который после победы у Гандии мог позволить себе отправить своему сюзерену лишь те подкрепления, во главе которых стоял его сын Диего Родригес.

## Ход битвы
С удивительной быстротой Альфонсо собрал свои войска в Консуэгре, установив свой лагерь в замке. Здесь он чувствовал себя в безопасности, к тому же со сторожевой башни древней римской крепости, а позднее — мусульманской, вся окружающая равнина хорошо просматривалась. Король начал укреплять стены города и ждать наступления альморавидов.
Альфонсо VI поставил во главе своих отрядов Альфара Фаньеса, Педро Ансуреса и сына Сида Диего Родригеса, а также графа Гарсия Ордоньеса с его кавалерией, для прикрытия отрядов Диего. При этом Гарсия Ордоньес был старым врагом Сида (в соответствии с «Песнью о моём Сиде»), что сыграло свою роль в последовавшем сражении.
Христианская пехота выступила против альморавидов, поддерживаемая кавалерийским контингентом. Христианам удалось прорвать ряды мусульманской пехоты, но фланги альморавидов, образованные легкой кавалерией, ударили их в тыл. Король Альфонсо приказал отступать: на левом фланге Педро Ансурес и Альфар Фаньес синхронно отступили, но на правом Гарсия Ордоньес бросил солдат Диего Родригеса, попавших в итоге в окружение. Почти все они были перебиты, сам Диего погиб.
Альфонсо VI нашел убежище в городе, который вскоре пал, и отступил в замок, неприступный бастион на вершине холма. После восьми дней осады, без воды, пищи и лишь с несколькими сотнями солдат, Альфонсо VI выдерживал осаду мавров, которые пытались проломить стены цитадели. На восьмой день альморавиды, истощённые жарой и опасавшиеся прибытия христианских подкреплений, сняли осаду и отступили.
Альфонсо VI потерял множество солдат, в том числе Диего Родригеса, сына Сида: в память о его мужестве и преданности в Консуэгре с 1997 года проводится фестиваль.

## Последствия
Битва при Консуэгре стала вторым крупным сражением между кастильско-леонской армией и альморавидами. Юсуф ибн Ташфин через десять месяцев после битвы при Консуэгре, в июне 1098 года, вернулся в Марракеш и был встречен с триумфом.